# Neoglyphidodon bonang
Neoglyphidodon bonang es una especie de peces de la familia Pomacentridae en el orden de los Perciformes.

## Morfología
Los machos pueden llegar alcanzar los 13 cm de longitud total.

## Hábitat
Es un pez de mar.

## Distribución geográfica
Se encuentra desde Sri Lanka hasta Sumatra,  Java, Sulawesi e Islas Salomón.